# Tiếng Pothohar
| [Bản đồ tương tác toàn màn hình]                                                 |                                                               |
| Azad Kashmir và khu vực xung quanh. Những nơi nói tiếng Pahar-Pothwar có màu đỏ. |                                                               |
|                                                                                  | Biểu đồ hiện đang tạm thời không khả dụng do vấn đề kĩ thuật. |

Tiếng Pothohar là một ngôn ngữ Ấn-Aryan được nói trên cao nguyên Pothohar ở phía bắc xa xôi của bang Punjab, cũng như trong hầu hết Azad Kashmir của Pakistan và ở mạn tây của bang Jammu và Kashmir, Ấn Độ. Nó được biết đến bằng nhiều tên khác nhau, phổ biến nhất trong số đó là Pahar và Pothwar (hoặc Pothohar).
Grierson trong Cuộc khảo sát ngôn ngữ đầu thế kỷ 20 của Ấn Độ đã gán nó là "cụm phía Bắc" của tiếng Lahnda, nhưng sự phân loại này, cũng như tính hợp lệ của nhóm phương ngữ Lahnda, đã bị đặt dấu chấm hỏi.
Tiếng Pothohar từng được phân loại là phương ngữ của tiếng Ba Tư.